# Arthure Agathine
Arthure Agathine (* 17. Dezember 1960, gest. 24. Oktober 2016) war ein seychellischer Dreispringer. Er nahm an den Olympischen Sommerspielen 1980 in Moskau teil.

## Karriere
Agathine trat im Dreisprung an, schied jedoch in den Vorentscheiden aus. Außerdem war er für die 4-mal-100-Meter- und 4-mal-400-Meter-Staffel als Ersatzmann gesetzt, zusammen mit den Teamkameraden Marc Larose, Régis Tranquille, Casimir Pereira, Vincent Confait, kam aber nicht zum Einsatz.
Danach war er zwischen 1981 und 1983 dreimal Landesmeister im Dreisprung.
Später arbeitete er als Trainer. Er starb 2016 nach einer kurzen Krankheit.